# Kasach
Kasach – wieś w Armenii, w prowincji Kotajk. W 2011 roku liczyła 5186 mieszkańców.